# 阿爾瑪·亞當斯
阿爾瑪·希利·亞當斯（英語：Alma Shealey Adams，1946年5月27日—）是一位美國政治人物，現為代表北卡羅萊納州第十二國會選區聯邦眾議員，民主黨籍。

## 個人生活
亞當斯已離婚並有兩個孩子
因其許多獨特的帽子而聞名。

## 外部連結
- Congresswoman Alma Adams （页面存档备份，存于） official U.S. House website
- Alma Adams for Congress （页面存档备份，存于）
- 中的“阿爾瑪·亞當斯”

- 美國國會國家人物傳記大辭典中的傳記
- 由華盛頓郵報維護的投票記錄
- 智慧投票计划中的傳記、投票紀錄及利益集團評級
- 聯邦選舉委員會中的競選財務報告和數據
- C-SPAN內的頁面（英文）